# Digitalisering

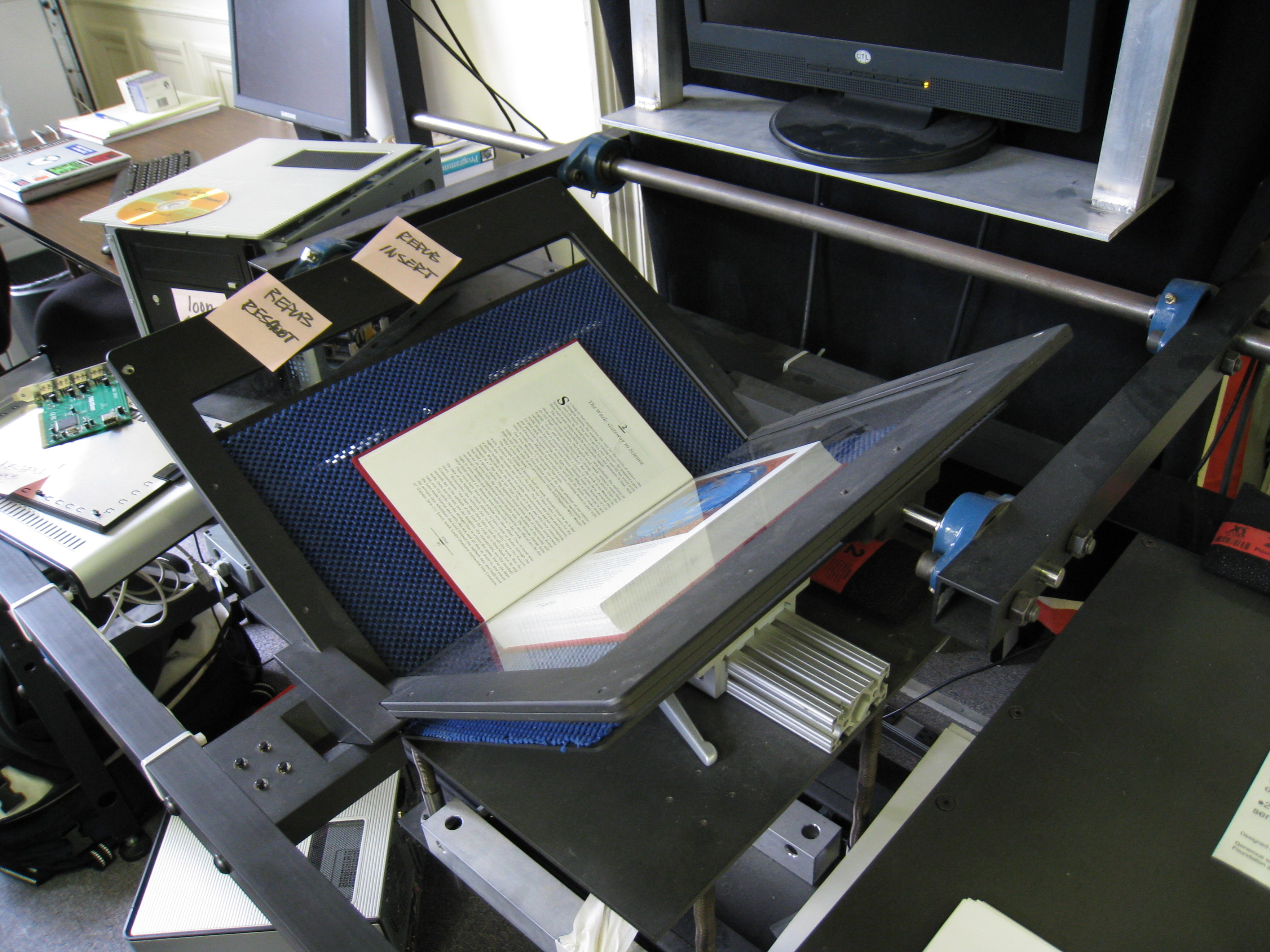
Een boekscanner van het Internet Archive.

Digitalisering is de overgang van informatie naar een digitale vorm, dat wil zeggen in een vorm die gebruikt kan worden door elektronische apparaten zoals computers. De term kan betrekking hebben op de gegevens zelf, op de bijbehorende procedures of op de samenleving in het algemeen.

## Digitalisering van data
Digitalisering is het omzetten van data (gegevens) van een analoge naar een digitale gegevensdrager.
Gegevens op "oude" informatiedragers, waar een computer niets mee kan, zoals boeken en foto- en filmmateriaal, worden bij digitalisering omgezet naar gegevens die door computers verwerkt en bewerkt kunnen worden tot leesbare informatie. Op deze wijze worden informatiedragers in vele archieven, bibliotheken en onderzoeken gedigitaliseerd. 
Voorbeelden van digitalisering zijn:
- Het scannen van bestaande foto's en documenten met behulp van een scanner en/of digitale fotografie. Een verdergaande digitalisering (automatisch of handmatig) is bij tekst het opslaan als tekst, bij een kromme het opslaan van coördinaten van een reeks punten op de kromme, bij bladmuziek het opslaan van de codes, enz.
- Het digitaal opnemen van geluid, bijvoorbeeld met een microfoon en ADC.
- Het digitaliseren van kaartmateriaal naar digitale kaarten, vaak door handmatig "overtrekken" met de juiste apparatuur.

Ook in de industrie worden dagelijks industriële procesgegevens gecomputeriseerd. De Programmable Logic Controller (PLC), een soort industriële pc, neemt daarbij een prominente plaats in.  
De PLC geeft de technici de mogelijkheid om procesinformatie op eenvoudige wijze om te zetten in data die door een computer verwerkt kan worden.
Alle moderne productiemachines zijn uitgerust met PLC's. Op de werkvloer wordt dus dagelijks gecomputeriseerd.

## Digitalisering van een procedure
Digitalisering van een procedure houdt in dat niet meer met papier en dergelijke wordt gewerkt maar met digitale gegevensbestanden. Het gaat dan vooral om de uitwisseling van informatie tussen betrokkenen, zie bijvoorbeeld het Wetsvoorstel vereenvoudiging en digitalisering van het procesrecht of het digitaal indienen van notariële akten bij het kadaster. Een belangrijk aandachtspunt bij de overgang naar digitaal werken is digitale archivering.

## Digitalisering van of in de samenleving
De term ‘digitalisering’ wordt ook regelmatig gebruikt om de ontwikkelingen in de samenleving of Maatschappij (wereld) aan te duiden die te maken hebben met het toenemend gebruik van digitale informatie en apparaten.